# Distrikt Ancón
Der Distrikt Ancón ist einer der 43 Stadtbezirke der Region Lima Metropolitana in Peru. Er hat eine Fläche von 1206,28 km². Beim Zensus 2017 wurden 62.928 Einwohner gezählt. Im Jahr 1993 lag die Einwohnerzahl bei 19.695 und im Jahr 2007 bei 33.367. Stadt und Distrikt Ancón sind quasi deckungsgleich.

## Geographische Lage
Der Distrikt Ancón liegt im äußersten Norden der Provinz Lima. Er hat eine etwa 16,5 km lange Küstenlinie. Die Bevölkerung wohnt an oder nahe der Bucht, während im Hinterland karge Vegetation und Wüste vorherrschen. Der Distrikt reicht bis zu 20 km ins Landesinnere. Dort erheben sich die Ausläufer der peruanischen Westkordillere mit Höhen von bis zu 1987 m. 

## Verkehr
Die Fernstraße Panamericana verläuft östlich am Siedlungsgebiet vorbei in nord-südlicher Richtung.
Ancón hatte einen Eisenbahnanschluss sowohl nach Lima im Süden als auch nach Norden. Die erste Eisenbahn von Lima über Ancón nach Chancay ging 1870 in Betrieb, wurde aber schon im Salpeterkrieg (1879–1884) wieder zerstört und in der Folge nur zwischen Ancón und Lima wiederhergestellt (siehe: Bahnstrecke Lima–Ancón). Die Bahnverbindung nach Norden kam erst 1912 wieder zustande, als die Bahnstrecke Ancón–Sayan eröffnet wurde. Letztere stellte 1964 ihren Betrieb ein, die Strecke nach Lima sogar schon 1958.

## Einrichtungen
In Ancón befinden sich zwei der großen Gefängnisse in Lima: das Establecimiento Penitenciario Ancón I und das Establecimiento Penitenciario Ancón II.

## Ciudad Bicentenario
In der Halbwüste nördlich und östlich von Ancón ist der Bau einer neuen Stadt für 115.000 Einwohner geplant. Da die ersten Arbeiten im Jahr 2021 beginnen sollen, in dem Peru den 200. Jahrestag der Erlangung der Unabhängigkeit feiert, wird die künftige Stadt Ciudad Bicentenario (span.: Stadt des 200. Jahrestages) heißen.